# چو دونگ-کی
چو دونگ-کی (انگلیسی: Cho Dong-kee؛ زادهٔ ۲۱ مهٔ ۱۹۷۱) بازیکن بسکتبال اهل کره جنوبی بود. وی در بازی‌های المپیک تابستانی ۱۹۹۶ شرکت کرده‌است.